# 博諾鎮區 (印地安納州勞倫斯縣)
博諾鎮區（英語：Bono Township）是位於美國印地安納州勞倫斯縣的一個行政鎮區。

## 地方資料
根據2010年美國人口普查的數據，博諾鎮區的面積為68.10平方千米，當中陸地面積為67.50平方千米，而水域面積為0.60平方千米。當地共有人口833人，而人口密度為每平方千米12.23人。